# Щасливі разом (телесеріал)
«Щасливі разом» (рос. Счастливы вместе) — російський комедійний серіал телекомпанії ТНТ, номінант на премію «Тефі». Серіал знятий за форматом найуспішнішого проекта в історії телебачення — «Одружені...та з дітьми» (англ. Married ... with Children), завдяки якому FOX Network менш ніж за рік перетворилася з маловідомої компанії в одного з лідерів американського телебачення. Перша серія вийшла в ефір 8 березня 2006 року і мала назву «Знакомство с соседями». Показ серіалу був припинений 12 травня 2008 року серією «Назвался мужем — полезай в Светку», розбитою на дві частини. Щасливі разом повертався двічі в ефір. В Україні серіал транслювався Новим каналом.
15 серпня 2017 року Новий канал розпочав повторний показ серіалу з українським дубляжем.

## Сюжет
У серіалі екранізовано життя типової російської сім'ї «середнього класу» — продавця взуття Гени Букіна та його родини, що проживає в місті Єкатеринбург. У родині не заведено пам'ятати про розклад дня, чемність, виховування дітей і добрі манери. У сім'ї Букіних двоє (у майбутньому троє) дітей та одна собака. У першої красуні школи 16-річної (в останній серії 20-річної) Світлани в голові лише хлопці. Звичайні справи 15-річного (в останній серії 19-річного) Роми — як нашкодити сестрі й випросити грошей у батька. Також у них є собака породи бернський зенненхунд по кличці Барон.
Сусідка Букіних - Олена, також належить до «середнього класу»; вона співробітниця банку й переконана кар'єристка, але вважається досить непривабливою жінкою. З нею в різний час живуть Женя Степанов (перший чоловік), який у підсумку кидає її і стає єгерем, і Толік Поліно (другий чоловік) - колишній злочинець, красень і альфонс. Як і в інших ситуаційних комедіях, гумор серіалу будується на тому, що герої постійно потрапляють у різні складні або курйозні ситуації та намагаються їх вирішити.

## Головні персонажі

### Гена Букін
Батько сімейства Букіних, роль якого виконує російський театральний актор Віктор Логінов. Вік — між 37 та 40 років; 20 із них він працює продавцем жіночого взуття.

Гена Букін

Колись Гена був дуже популярним у школі. Він грав за молодіжну футбольну команду «Уральські зірки», і в її складі навіть виграв турнір «Шкіряний м'яч». Після цього його запросили до Москви, грати за ЦСКА, проте згодом він зламав ногу, і про футбол довелося забути назавжди. Перед від'їздом у Москву Гена встиг одружитися з Дашею Банних, з якою в нього був роман, тож, повернувшись додому, його чекала вагітна дружина. Зараз Гена разом із другом орендує магазин «Взуття і аксесуари від Саші» в торговому центрі «Гринвіч».
Гена завжди вчиняє, як йому заманеться, і нерідко конфліктує з тими, хто трапляється в нього на дорозі — з представниками влади, міліцією або з сусідами. Любить ходити в боулінг з друзями та час від часу возиться зі своєю старою машиною, хоч і мало що тямить у механіці. Інколи мріє, як колись побудує човен, підвісний мотор якого висить у нього в гаражі.
Гена організував спілку «БЕЗ БАБ» (Борці Єкатеринбурга За Безпощадне Абсолютне Бабовинищення).

### Даша Букіна

Даша Букіна

Дар’ю «Дашу» Євкакіївну Букіну грає Наталія Бочкарьова. 37-40-річна Даша Букіна (до шлюбу Банних) — дружина Гени. Даша лінива й легковажна, ніде не працює, зовсім не займається домашнім господарством, не готує та не прибирає. Вдень Даша проводить час на дивані за переглядом серіалів і ток-шоу, а ввечері переглядає свіжі журнали.

### Світлана Букіна

Світлана Букіна

Світлану Геннадіївну Букіну грає Дар'я Сагалова. Красуня Світлана Букіна, дочка Гени й Даші, дуже багато уваги приділяє своїй зовнішності. Вона дуже тупа й часто плутає слова, знамениті цитати та фразеологічні звороти, не знаючи їх правильного значення. Але, інколи Світлана все ж демонструє деякі проблиски розуму. У серіях про поломку «П'ятірки» розкривають цю таємницю. Там показують флешбек, де Гена з Дашею їдуть на машині разом з Світланою (їй десь років шість-сім) і Ромою. Даша сварить Гену за те, що він не приділяє Світлані уваги, а це означає їй завжди будуть потрібні чоловіки. У цей момент Гена різко гальмує, а Світлана, яка читає книгу, вдаряється головою об крісло машини і після цього Світлану не хвилює книга, а тільки «Зірочки».
Усе, що цікавить Світлану — це хлопці. У неї маса прихильників, інколи вона зустрічається з парою молодих людей одночасно. Гена ненавидить доньчиних дружків і часто їх б'є, але тільки якщо вважає, що вони нічим не можуть йому допомогти.
Якимось дивовижним чином, Світлані все ж таки вдається закінчити середню школу (за словами Роми, не в останню чергу дякуючи її «старанням на дивані в завуча»). Після цього дівчина пробує себе в модельному бізнесі. Вона брала уроки акторської майстерності в Льоні Голубкова, намагаючись стати ведучою на міському телебаченні і навіть довірила Ромі стати її менеджером, але з цього нічого не вийшло. Уперше Світлана отримала роботу, знявшись у рок-відеокліпі. Після цього вона була ведучою прогнозу погоди на одному з телеканалів. Достатньо довгий час Світлана працювала офіціанткою, знялась у рекламі кави «Зерна пристрасті» разом із Толіком, а пізніше отримала ліцензію масажистки, довгий час працювала на міському телебаченні у ролі «СуперДеза» у рекламі рідини від комах. Світлана шульга, в одній серії вона зустрічає свою сусідку, схожу на неї, як дві краплі води, але далі ця тема не розвивається. Як і її брат, вона живе з батьками і не має уявлення, чим буде займатись у майбутньому.

### Рома Букін

Рома Букін

Романа Геннадійовича Букіна грає Олександр Якін. Хлопець постійно знущається з сестри та випрошує у батьків гроші. При цьому Рома завжди був відмінником, і після закінчення середньої школи вступає до інституту. Але батьки будуть забирати в нього всю стипендію, і він так і не зможе з'їхати від них.
Рома вічно думає про секс, але в нього дуже рідко щось виходить із дівчатами, усі його романи закінчуються трагедією. В одній із серій він навіть зустрічається з начальницею Гени Сашею. У декількох серіях йдеться, що невдачі з дівчатами пов'язані в Роми з неувагою мами до нього в дитинстві. Перше кохання в хлопця було невдале: дівчинка пішла з ним купатися, вкрала весь одяг і вивісила його труси в школі на дошку поваги. Незайманість він втратив разом із нареченою його троюрідного брата Василя в день їхнього весілля. Дуже любив найгарнішу дівчину в університеті, та його поцілувала, але потім зізналась по телебаченню, що раніше була чоловіком. Хоча було декілька дівчат, які відповідали йому взаємністю: Христина, племінниця Олени, але пізніше вона поїхала в Ростов; німфоманка Ізольда Львівна, університетна бібліотекарка. Він часто мастурбує і в нього є гумова жінка Маріанна, через яку вся сім'я підіймає його на сміх.
У Роми немає ні справжніх друзів, ні постійної роботи. Спочатку він працював прибиральником у ДАІ, потім чистильником на звалищі хімічних відходів. Також він працював у магазині з продажу легкових автомобілів, але був звільнений за те, що трудився «дуже сильно». Після цього він спробував себе у ролі менеджера своєї сестри Світлани, але з цього нічого не вийшло. У цей час живе у підвалі своїх батьків і намагається заманити туди дівчат.

### Олена Степанова / Поліно (до шлюбу Курятіна)

Олена Степанова/Поліно

Олену Володимирівну Степанову / Поліно (Курятіну) грає Юлія Захарова. Олена — найближча сусідка Букіних і найкраща подруга Даші. Олена недавно одружилася і закохана у свого чоловіка Євгенія, чого Гена просто не може зрозуміти. Гена й Олена взаємно ненавидять одне одного: річ у тому, що Олена робить кар'єру, а Гена не любить жінок, які роблять кар'єру. Олена, старша менеджерка, заробляє більше грошей, ніж її чоловік, Євгеній — клерк, і набагато більше, ніж Гена.
У школі Олена була відмінницею-піонеркою, і якби не розвал комсомолу, стала б активною комсомолкою. Тепер вона читає книги зі «стервології» і активно пропагандує жіночу незалежність, так що, за визначенням, не може викликати теплих почуттів у такого ярого гендерного шовініста, як Гена.
Олена створює враження не дуже сексуальної жінки, тому що страшенно піклується про свій професійний імідж і боїться виглядати несерйозно. Однак вони з чоловіком постійно обговорюють секс. А ще Олена і Євгеній відмічають річницю кожної незначної події спільного життя.
Після того як Євгеній покидає її, Олена напивається і, прокинувшись, виявляє, що одружилася з красунчиком, слабохарактерним та аморальним типом — дуже схожим у всьому на Гену.

### Женя Степанов

Женя Степанов

Євгенія Варфоломієвича Степанова грає Олексій Секірін. Євгеній працює в тому ж банку, що й Олена, але заробляє менше. Він любить свою дружину, і вважає, що йому в шлюбі пощастило більше, ніж їй. До знайомства з Геною він ніколи не ставив під питання своє щастя з Оленою. Але Євгеній поступово починає відстоювати свої права перед Оленою, вчиться в Гени правильно виказувати свою думку й не боятися її мати.
Гена, який не вірить у щастя сусідів, з радістю дає поради Євгенію, як тому варто поводитись з молодою дружиною. Євгеній, як і Гена, цікавиться спортом і автомобілями, однак до знайомства з Букіними він завжди дозволяв Олені вирішувати, як їм варто проводити вільний час, що дивитися, куди ходити та що любити.
Як тільки Олена бачить, що Женя починає підпадати під вплив Гени, вона зразу ж каже строгим голосом: «Час йти додому. Прийшов час з'ясувати наші стосунки». І хоча Гена не дуже багато часу виділяє своїй дружбі з Євгенієм, приклад Гени, який живе у своє задоволення, зрідка надихає Женю на протест. Однак, Олена придушує які-небудь протести, але зрештою Євгеній покидає дружину, їде від неї і стає лісником. Після відходу він ще декілька разів з'являється у серіалі. Через рік він повертається і пропонує Олені знову жити разом, але вона вже одружилася з іншим, яким може помикати, як їй надумається, так що Женя їй більше не потрібен, — до того ж тоді він знаходився в розшуку. Потім, вже звільнившись, він якимось чином влаштовується водієм у одного багатія і випадково зустрічає Олену на автомийці, прикидаючись великим бізнесменом. Стає ясно, що Олена любить Женю, але вона дуже горда, і залишається з Толіком.

### Толік Поліно
Анатолія Івановича Поліно грає Павло Савінков, другий чоловік Олени. Минуле Толіка повіяно темрявою: зовсім незрозуміло, ким був він у минулому житті, але зрозуміло одне — одруження з Оленою і дружба з Геною, та й весь сьогоднішній образ життя Толіка — це ніщо інакше, як прикриття його минулого. У обличчі Толіка Гена знайшов людину, яка повністю розділяє його інтереси: футбол, посиденьки в барі за стаканом пива і, звичайно ж, відвідування стриптиз-шоу в одному з клубів Єкатеринбурга. Толік дуже часто придумує всеможливі хитрі справи, які так подобаються Гені, бо дають великі гроші і любов найкращих дівчат, — і так не подобаються Олені, яка хоче бачити у своєму чоловіку тихого, слухняного хлопчика, а не «крадія та неандертальця», яким вона вважає Гену, і звинувачує його у поганому впливу на Толіка. Питання з батьками Толіка теж дуже темна історія. Сам він каже, що його батько був жигало, і помер від перевтоми, згорів «на роботі», а матір була стриптизеркою, і під час виступу її проковтнув удав, прямо на очах наляканої публіки. Але, враховуючи те, як Толік ховає своє минуле, і те, які персонажі з нього інколи вспливають — найманці та спецагенти, солдати удачі, то в історію жигало і стриптизерки віриться з важкістю. Крім усього іншого, у Гени і Толіка є ще один спільний інтерес і заняття — членство у клубі «БЕЗ БАБ» («Борців Єкатеринбурга За Безпощадне Абсолютне Бабовинищення»), який організував Гена, для боротьби з «бабськими штучками», як він сам це виявляє, тобто бабським мисленням, яке так не подобається справжнім чоловікам, таким, як Гена й Толік. Також у нього на сідниці є татуювання «Я люблю Гену», набите йому помилково. На відміну від колишнього чоловіка Олени, Жені, — Толік далеко не погоджується зі своєю «коханою», і дуже часто, під впливом Гени, називає її заочі «куркою». Однак Толік дуже добре вміє підлаштовуватися під ситуацію. Тому, за думкою Даші, він майже ідеальний чоловік, чудова пара для Олени.

## Другорядні персонажі

### Барон

Барон

Барон — пес у родині Букіних, породи бернський зенненхунд. У серіалі ми можемо почути думки Барона про сім'ю Букіних і світу, що навколо нього. Барон тупий і думає про секс, як всі собаки, але більш успішний у сексі, ніж Рома і розумніший за Світлану. Він навіть вміє виконувати команди, але не робить цього через свої недобрі стосунки з людьми. За сюжетом, Букіни його не годують, не миють, не гладять і не дозволяють робити це сусідам, щоб той не звик. Але, все-таки, кожний член сім'ї любить його більше, ніж своїх рідних. Наприклад, коли Даша була ніби вагітна, Гена не міг їй нічого принести, але як тільки дізнався, що Барон хворий, зірвався з місця, щоб купити йому їжі і ліків. А під час урагану Світлана не побоялась піти його шукати по зруйнованому місту. Рома теж любить Барона, але Світлана, як правило, знущаючись, каже про ближчі їх стосунки. Барон єдиний член сім'ї, якому Даша завжди купує корм, а коли в Букіних з'являється їжа, усе найкраще (омари і теляча вирізка, наприклад) дістається псу, тоді як Гена з дітьми навіть у найбагатший час радіють ковбасі й фаст-фуду.

### Сьомий

Сьомий

Сьомого (або просто Сьому), грає Ілля Бутковський. Він з'являється в другому сезоні і не має нічого спільного з вагітністю Даші трохи раніше. Сьомий — син родичів Даші, які приїжджають у гості та просто залишають дитину. Його дивне ім'я пояснюється тим, що він сьома дитина у своїх справжніх батьків. Букіни називають його Сьомою (Семен). Даша, як прийомна мати, дала хлопчику день народження в той же день, що й у Гени, а самому Гені про свій день народження змусила забути. Хоча в серіалі іноді звучать репліки, які говорять, що Сьома — рідна дитина Букіних: наприклад, одного разу Гена, розмовляючи з Толіком каже: «Добре, що я займався сексом з Дашею лише двічі», у цей момент заходить Сьома, щоб щось попросити й Гена каже: «Сьома, а я тут про тебе ледве не забув».
У нього постійно багато грошей, набагато більше, ніж у всієї сім'ї разом. Сьома єдиний із Букіних, хто не любить Барона, він навіть б'є його, а в одній серії він продав Барона багатій особі. Сьома також не любить й інших членів сім'ї, часто їх обманює і сварить один з одним. Він жадібний до грошей, хоча Гена й Даша цього не помічають, а ось Барон і навіть Світлана знають це прекрасно.

### Саша Самойленко
Саша Самойленко є власницею магазину «Сашине взуття», де працює Гена, і його босом. Успішна бізнес-леді. Доки Саша не показала своє лице, усі вважали, що володар магазину — чоловік. Саша не любить таких чоловіків, як Гена та його напарники, і періодично звільняє його в найбільш невідповідний момент. У одній з серій вона починає зустрічатись з Ромою.

### Рафік

Рафік

Рафік, якого грає Михайло Фоменко, колишній найкращий друг і напарник Гени у взуттєвому магазині, який з'являється в перших серіях серіалу, а потім таємничо зникає. Рафік — бабій, який живе по сусідству з стюардесами, які не проти зайти до нього в гості. Гена завжди йому заздрить, бо той вміє зачаровувати гарненьких і негарненьких дівчат своїм шармом і красою, його справи у «взуттєвому бізнесі» йдуть набагато краще, ніж у Гени. В одній із серій йому навіть вдалося танцем переконати жінку років вісімдесяти купити дороге взуття. З усієї подальшої долі Рафіка відомо тільки те, що про нього була опублікована замітка в газеті «Взуттєві новини», яка побудила Гену до ідеї зняти фільм «Опуфь», щоб прославитись.

### Данила
Данила, грає Кирило Кіндратов, другий напарник Гени у взуттєвому магазині. Розлучений, дружина відібрала в нього все майно, і навіть прізвище, тому він просто Данила. Є членом суспільства «БЕЗ БАБ». Він шульга, водить «Запорожець» і фанатіє від Жанни Фріске. В одній із серій закохується в тещу Гени по телефону, і в тій же серії Даша ледь не кидає Гену заради нього. В іншому епізоді він ледь не стає стилістом в Анфіси Чехової, але відмовляється через Гену.

### Антон
Антон — хлопець, який з'являється в другому сезоні серіалу, коли Гена шукає нового працівника й зустрічає Антона. Коли Гена дізнався, що Антон грав за ту молодіжну футбольну команду що й він у молодості, то одразу взяв його на роботу і з першого ж дня Антонової роботи у взуттєвому магазині Гена повчає його, що подружнє життя — це найбільше у світі зло. Антон таємничо зникає в тому ж другому сезоні.

### Христина
Христина в серіалі є буцімто дівчиною Романа. Вона є племінницею Олени, донька її сестри-близнючки. Христина вважає Рому гарним і в одній серії каже це Світлані, яка, після таких слів, дуже здивована. Незабаром, племінниця Олени зникає з серіалу.

### Ліза
Ліза, грає Юлія Захарова, сестра-близнюк Олени, мати Христини. З'явилась лише в одній серії, а потім зникла. Вона любить футбол, п'є пиво та ходить на стриптиз. Саме тому Гена дуже зацікавився і навіть майже в неї закохався. Олена терпіти не може Лізу, тому що в дитинстві Ліза відбивала в неї всіх кавалерів і навіть разом зі своїми друзями стягувала з Олени майку і грала в «собачку». Потів виявляється, що Ліза — лесбійка.

### Петров
Петров, грає Максим Важов, майор міліції, який раніше часто заарештовував Гену, але потім подружився з ним через закриття шоу «Тато-Псих» і свого вступу в організацію «БЕЗ БАБ». Іноді допомагає Гені в малозаконних справах, і в одній серії допоміг витягнути Рому з в'язниці, куди його посадили через сексуальні домагання до дівчат-спецагентів. В іншому епізоді він допомагає «безбабівцям» розіграти Данилу, і садить його у в'язницю, звідки потім забуває витягнути.

### Сьома Шац
Сьома Шац — один із найкращих друзів Гени, який вперше з'являється у другій частині серії «Вечер драки выпускников», у якій Шац любив закладатися, що Гена заб'є цвях головою в стіл. Потім Шац зникає з серіалу, але в другому сезоні з'являється в декількох серіях, а також очолює організацію Гени Букіна «БЕЗ БАБ», і оскільки він один з найкращих друзів Гени, Шац є одним Із головних у цій організації.

### Вітьок
Вітьок — один з членів товариства «БЕЗ БАБ». Працює м'ясником.

### Васьок
Васьок — один з членів товариства «БЕЗ БАБ».

### Євкакій Банних
Євкакій Євсеєвич Банних, грає Анатолій Кащеєв. Євкакій — батько Даші Букіної (Банних) і, після весілля Даші, тесть Гени. Він любить полювати на ведмедів і любить свою дружину.

### Льоха
Льоха — один із членів суспільства «БЕЗ БАБ».

### Арсен Хачебеков
Арсен Хачебеков — власник найкращого й найпопулярнішого стриптиз-бару «Трясовина», у який часто ходять члени спілки «БЕЗ БАБ».

## Продовження
Серіал закінчився у травні 2008 року. Але відразу пішли чутки про продовження ситкому з тими самими акторами. Був навіть конкурс на написання найкращого сценарію. Однак компанія Sony Pictures уклала угоду на перезняття всіх американських сюжетів, свої сценарні знахідки не розглядалися. Пізніше з Sony Pictures вдалося домовитись і знімання нового, 4-го за ліком сезону, почалися 1 грудня. Однак представники ТНТ спростували цю інформацію. У інтерв'ю журналу «Антенна-Телесемь» від 17 березня 2009 року Віктор Логінов оголосив про швидкий початок знімання 50 оригінальних серій «Щасливі разом», з сюжетами, які не мають західного аналога.

## Запрошені актори
1. гурт «Ранетки» … гурт «Піпетки»
2. Володимир Турчинський … грає самого себе
3. Михайло Галустян … грає самого себе
4. Наташа Корольова … грає саму себе
5. Ольга Мокшина … телеведуча Марія Тороторкіна
6. Андрій Лавров … інструктор-парашутист
7. Ольга Хохлова … матір Ксюші
8. Яніна Студіліна … подруга Світлани Букіної
9. Віктор Гусєв … грає самого себе
10. Георгій Дронов … актор, який грає роль Гоші Булкіна, актор, який грає Сашу з серіалу «Саша и Маша»
11. Анфіса Чехова … акторка, яка грає роль Маші Булкіної … грає саму себе
12. Маша Малиновська … акторка, яка грає роль Соні Булкіної
13. Тимур Родріґез … актор, який грає роль Тьоми Булкіна
14. Гарік Харламов … актор, який грає роль Тосіка Дрова
15. Олена Бірюкова … акторка, яка грає роль Лєри Бревно (179-а серія)
16. Дмитро Губернієв … спортивний коментатор, грає сам себе
17. Тетяна Піскарьова … Варвара
18. гурт «Корні» … грають самих себе
19. Олександр Семчев … у ролі актора
20. Андрій Канчельскіс … грає самого себе
21. Дмитро Нагієв … у ролі диявола
22. Михайло Богдасаров … у ролі продюсера Едуарда Білоголовкіна
23. Степан Меньшиков … грає самого себе
24. Сем Селезньов … грає самого себе
25. гурт «Отпетые Мошенники» … грають самих себе
26. Руслан Нігматулін … грає самого себе
27. гурт «Тараканы!» … грають самих себе
28. Анатолій Кащеєв … у ролі Євкакія Банних
29. Сергій Сивохо … у ролі бабусі Глафіри
30. Петро Кулешов … грає самого себе
31. Анатолій Калмиков … у ролі кухаря
32. Яна Чурикова … у ролі телеведучої модного місцевого телеканалу
33. Вікторія Дайнеко … грає саму себе
34. Катерина Шавріна … грає саму себе
35. Геннадій Юхтін … грає самого себе
36. Юрій Шерстнєв … грає самого себе
37. Володимир Тишко … у ролі Володимира Гришка
38. В'ячеслав Гришечкін … у ролі Петровича
39. Анатолій Котеньов … грає самого себе
40. Світлана Світикова … у ролі Марго
41. Микола Бурлак … у ролі Рафаеля
42. Володимир Пермяков … у ролі футбольного тренера
43. Амаяк Акопян … у ролі екстрасенса
44. Олена Водонаєва … грає саму себе
45. Андрій Малахов … грає самого себе
46. Борис Моїсеєв … грає самого себе
47. Аліна Великая … грає саму себе
48. Таїр Мамедов … грає самого себе
49. Олександра Харитонова … грає саму себе
50. Дмитро Лоськов … грає самого себе
51. Андрій Каряка … грає самого себе
52. Теодорас Папалукас … грає самого себе
53. Анна Серебрякова … Христина

## Виробництво
Серіал виробляється спільно компаніями Sony Pictures, продюсерським центром «Леан-М» і кіноканалом ТНТ.
- Автори оригінальної ідеї: Рон Левітт, Майкл Г. Мойє.
- Креативний продюсер: Шабан Муслімов.
- Сценаристи російської версії: Євгеній Шелякін, Станіслав Берестовий, Павло Тищенко, Володимир Пермяков, Дарія Ращупкіна, «Гільдія авторів».
- Режисери-постановщики: Шабан Муслімов, Георгій Дронов.
- Продюсери: Дмитро Троіцький, Аліса Танська, Марія Савіних, Тімур Вайнштейн, Олег Осипов, Рауф Атамалібеков.